# Frente de Liberación Nacional (Argelia)
El Frente de Liberación Nacional (en árabe: جبهة التحرير الوطني Ŷabhet Al-Taḩrīr Al-Waţanī, en francés: Front de Libération Nationale, FLN) es un partido político argelino. Junto a su brazo militar, el Ejército de Liberación Nacional, lideró la independencia de Argelia, colonia francesa, hasta 1962. Gobernó el país instaurando un régimen de partido único hasta 1989, año en el que la nueva constitución permitió la concurrencia a las elecciones de más fuerzas políticas, permitiendo así un sistema multipartidista. En la actualidad, mantiene su hegemonía dentro de la escena política argelina con posturas predominantes tendentes hacia el liberalismo económico.

## Historia

### Argelia como colonia francesa
Argelia, formalmente llamada República Argelina Democrática y Popular, fue colonizada en 1830 por el imperio francés, época en la que potencias europeas como Reino Unido, Países Bajos y Bélgica llevaron a cabo un proceso constante de expansión territorial e instauración de colonias.
Durante más de 100 años, Francia envió cientos de miles de sus ciudadanos a tierras argelinas, consolidando su poder local en lo político, económico y militar, mediante la represión física de los líderes religiosos, despojo de sus tierras a los campesinos argelinos y a las congregaciones religiosas, de modo que para el año 1870 la población europea ya se había apropiado de 674.340 hectáreas de las mejores tierras y 160.000 de bosques de los que los pastores autóctonos habían sido expulsados.
Con la ocupación francesa se produce una ruptura con las instituciones implantadas durante la dominación turca desde el siglo XVI. El Dey, los divanes o las asambleas integradas por representantes de la milicia, de la ley religiosa, del corso y de los intereses locales, van a desaparecer. En cambio se conservan algunos aspectos de la organización administrativa, como la distribución regional o algunos elementos que servirán de intermediarios con la población musulmana como los caídes, Jalifas o Agas.
Hasta 1871, Argelia vivirá sujeta a la dialéctica de dos lógicas: por un lado la del protectorado militar apoyado por una aristocracia tradicional que se prestaba a un gobierno indirecto en las zonas ocupadas por el ejército francés. Por otro lado, la asimilación al régimen colono, el cual buscaban, en la asimilación plena, ventajas exclusivas para los franceses y los naturalizados que se encontraban en territorio argelino.
Argelia será considerada, en la constitución metropolitana de 1848, territorio francés, por lo que para los franceses Argelia era más que una colonia y que una alternativa de explotación económica, era territorio francés. Si además contamos con que constituía la parte no continental más cercana al imperio francés es fácil explicar que las comunicaciones y viajes fueran mucho más  frecuentes y fáciles que con las otras colonias. Esto también se debía a que mantenían una gran interdependencia económica.

## Movimientos políticos
Hasta el año 1912 no se puede hablar del primer movimiento político integrado por musulmanes argelinos cuyo discurso se oponga a la discriminación ejercida por Francia hacia los argelinos. Estos son los jóvenes argelinos que a través del comité de defensa de los intereses musulmanes hicieron llegar al presidente del consejo Poicaré su reivindicación de una mayor representación política.
Habrá que esperar hasta 1926 para poder hablar del primer partido político, La estrella norte-africana, movimiento surgido entre los emigrados argelinos en Francia durante a segunda gran ola migratoria entre lo años 1922 y 1929. Pero los dos partidos principales que representan el nacionalismo argelino durante esa época son, la Asociación de Ulemas Reformistas de Argelia, formada por el jeque Abd-al-Hamid Ben Badis en 1931, y la Federación de los Electos Musulmanes del Departamento de Constantina", fundada en 1934 por el doctor Ben Yellul. De esta última federación destaca Ferhat Abbas porque se acabará integrando en el Frente de Liberación Nacional (FLN). El FLN reunió a la mayoría de los insurgentes y grupos activistas en una sola organización unificada para protestar por las inequidades sociales y políticas, las condiciones económicas desventajosas para los musulmanes, la administración ineficaz y falta de servicios sociales y la indiferencia hacia la religión como una característica de identidad y de gobierno. Fue creado como una organización secreta cuyo movimiento principal era el de la independencia anticolonial, constituía un movimiento nacionalista influenciado por el presidente egipcio Gamal Abdel Nasser, la figura política más importante de esa época en África del norte. Los  dos objetivos principales del FLN eran la independencia para Argelia y la igualdad para todos.

## Lucha por la independencia
El 8 de mayo de 1945, la capitulación de la Alemania Nazi repercutió en Argelia. Ese mismo día, mientras Francia festejaba la derrota del nazismo, miles de argelinos se manifestaron en la ciudad de Sétif, para reclamar la independencia del Imperio francés. Francia respondió con una dura represión que produjo la muerte de más de 40.000 argelinos. Esta masacre fue clave para el asentamiento de un profundo sentimiento popular contra la ocupación francesa.
En 1947, Francia aprobó el Estatuto Argelino, se mantenía en la constitución de la IV República como parte de Francia, por ello se creó una Asamblea Argelina que se ocupaba de las cuestiones internas, pero Francia se negó a cumplir con las peticiones del pueblo argelino. A todo ello se le sumó el hecho de que la política económica de reconstrucción tras la Segunda Guerra Mundial emprendida por los franceses en territorio argelino era discriminatoria, ya que las ayudas e inversiones iban en su mayoría dirigidas a los colonos.
Ante los abusos y discriminaciones por parte de la metrópolis, durante los primeros años de la década de 1940, el pueblo argelino se fue organizando para luchar por la independencia, aunque la guerra de independencia de Argelia se inició el 1 de noviembre de 1954, extendiéndose hasta 1962, este suceso tendrá mucha importancia para la independencia de los restantes territorios coloniales anglofranceses en África.
El pueblo argelino luchaba por la independencia nacional, por el fin de la represión contra la población autóctona y de la subyugación del campesinado. Pedían la eliminación del orden establecido por los colonos, y del Imperio francés que se había apoderado de parte importante de África.
La guerra de liberación tendrá dos fases: una militar que se prolonga hasta 1957 y una segunda de carácter diplomático, que desplazará la acción al exterior, será en esta fase cuando la propaganda gane gran peso, ya que Argelia es consciente de un necesario apoyo internacional, empezando por las Naciones Unidas.
En plena batalla independentista, Argelia pasó a la legitimidad constituyente al adoptar una Carta constitucional provisional que más tarde daría paso a una Constitución nacional.

## El FLN en la guerra de independencia

### Historia
El FLN fue creado por el Comité Revolucionario de Unidad y Acción, el 1 de noviembre de 1954 como una continuación del movimiento revolucionario anterior que luchaba por la independencia argelina. Este comité favoreció la unidad de todas las facciones del movimiento nacionalista para luchar contra Francia. En 1956 casi todas las organizaciones nacionalistas de Argelia habían pasado a formar parte del FLN, que quedó como el grupo hegemónico en el movimiento, presionando a las demás organizaciones disidentes. Los mayores grupos políticos arraigados entre la población árabe fuera del FLN eran el Movimiento Nacional Argelino dirigido por Messali Hadj y el Partido Comunista Argelino. Por aquel entonces la ejecutiva del FLN estaba compuesta por cinco miembros y un cuerpo legislativo.
El FLN puede ser caracterizado como una organización de ideología y programa nacionalista con una fuerte impronta antiimperialista, dirección pequeño-burguesa y base plebeya-popular.
La administración del movimiento se llevó a cabo mediante la organización de un gobierno provisional formado por un comité de cinco ejecutivos y un cuerpo legislativo. Mediante esta organización Argelia fue dividida en 8 regiones (wilayas), se organizó la resistencia y estableció la base para una futura administración poscolonial. Su estrategia principal era la de llevar a cabo acciones que atrajeran la atención mundial y ganar el respaldo internacional para presionar al gobierno francés.
El FLN creó un ala armada denominada Ejército de Liberación Nacional (ELN) para llevar a cabo operaciones militares terroristas y mantener un control político estricto sobre los dos componentes del ELN: unidades de guerrilla y organizaciones uniformadas. Las unidades con un estilo más convencional funcionaban desde refugios en países árabes vecinos. Si bien ambos componentes estaban equipados con armas ligeras, no se igualaban a las armas de los franceses. El FLN organizó sus alas políticas y militares en células compartimentadas, cuyos integrantes, salvo los jefes de célula, desconocían las actividades e identidades de unos y otros. Los jefes servían de vínculos entre dos células contiguas para coordinar actividades. La célula típica de “tres” incluía al defensor, a cargo de una célula responsable de los actos de violencia, la distribución de panfletos y el establecimiento de contactos; el recaudador, a cargo de una célula responsable de recolectar los impuestos para la causa revolucionaria establecidos por el jefe; y el jefe, la única persona que se comunicaba con otros cabecillas de célula, el cual recibía órdenes directas de autoridades superiores y organizaba la ejecución de la misión. Las filas del FLN fueron creciendo exponencialmente desde su creación, ya en el año 1957, estaba formado por 40.000 soldados.

### Acción del FLN
El 1 de noviembre de 1954 el FLN declaró la guerra a Francia. Un año después, desde Marruecos se reclamaba la vuelta del Sultán Muhammed V, cuya deportación le había convertido en un héroe nacional. Francia vio más conveniente concentrar sus esfuerzos en Argelia en vez de establecer una guerra con Marruecos, que obtuvo su independencia en 1956 y repuso al Sultán en el trono.
En agosto de 1955 el conflicto se profundizó en la región de Constantina , donde el ejército francés ejerció una dura represión empleando ataques a través de la Organización del Ejército Secreto“ (OAS).  En 1956 Francia ya había desplegado un ejército de medio millón de soldados.
El FLN contaba con el apoyo de gran parte de los musulmanes y de aquellos países africanos que se habían independizado, como Egipto, Túnez y Marruecos.
Entre 1956-1957 se desató la Batalla de Argel , en la que el FLN atacó objetivos franceses, y donde las tropas paracaidistas del general Jacques Massu fueron repelidas. Massu torturó y ejecutó de manera sistemática a miles de argelinos sospechosos de colaborar con la causa independentista.
Los franceses, temerosos de una guerra civil, en 1958, reclamaron la vuelta al poder del general Charles de Gaulle, contrario a los intereses de la cúpula política-militar francesa, que abogó a favor de la libre determinación de Argelia, concediendo ese derecho a los argelinos un año después de su ascenso al poder. Esto generó un nuevo levantamiento militar de los colonos en enero de 1960 que fracasó por la falta de apoyos.
De Gaulle propuso un referéndum sobre la independencia de Argelia que se llevó a cabo el 8 de enero de 1961, en el que el 75 por ciento de los franceses votó a favor.
Del 7 al 18 de marzo de 1962, en Evian (Francia), se llevaron a cabo distintas reuniones entre el gobierno de Francia y el gobierno provisional de la República Argelina creado en el exilio, sobre la autodeterminación de Argelia.
Finalmente, las partes acordaron un alto al fuego; cese de las operaciones militares y la lucha armada en territorio argelino; garantías a la autodeterminación y organización de los poderes públicos en Argelia durante el periodo transitorio.

### FLN como partido único
Cuando Argelia alcanzó la independencia en 1962 el intelectual moderado, Farhat Abbas se hizo cargo de la presidencia de la Asamblea Nacional desde el 25 de septiembre de ese año hasta el 15 de septiembre de 1963, año el que dimitió como acto de protesta por la decisión del FLN de establecer un sistema de partido único bajo el liderazgo de Ahmed Ben Bella. Fue puesto entonces bajo arresto domiciliario desde 1964 hasta 1965.
François Borella, en su análisis de la constitución de 1963, define al régimen argelino como un "régimen de gobierno por el partido" calificándolo de "monocratismo partidario"
Durante el liderazgo de Ben Bella el FLN tenía el control total, los trabajadores y el pueblo no tenían el derecho democrático de formar partidos o sindicatos independientes del FLN.
Además, con Bella se redacta la primera constitución en la que el Frente de Liberación Nacional (FLN) deja de ser frente y se convierte en partido único; se establece una Asamblea Popular Nacional formada íntegramente por diputados del FLN y el presidente de la República, dotado de grandes atribuciones, secretario general del FLN y elegido por la Asamblea que este controlaba.
Fue entonces cuando el partido experimentó una aguda lucha interna por el poder. Surgieron diversas facciones en su seno que se polarizaron en dos bloques: el grupo de Ahmed Ben Bella, más izquierdista y socialista y la facción representada por los militares encabezados por Bumedian que darán el golpe de Estado el 19 de junio de 1965, en que los partidarios de la segunda facción se impusieron, deponiendo y encarcelando a Ahmed Ben Bella. Boumedienne asumió la presidencia apoyado en un consejo formado por la cúpula de generales y por el clan Ujda. La resolución de la constitución de Ben Bella sería paralizada hasta 1976, cuando se redacta un nuevo texto.
Las elecciones durante la etapa socialista o de partido único cumplieron las siguientes funciones: a) plebiscito del régimen, cuando se trababa de elecciones presidenciales o de referéndum para la aprobación de la Constitución o de la Carta Nacional (documento programático); b) confirmación de la selección de candidatos propuesta por el partido, y elección, cuando se traba de elecciones legislativas, entre uno de los dos candidatos propuestos; c) extensión de la presencia del partido a las instancias locales, cuando se traba de elecciones a comuna y wilaya, dando el visto bueno a los cargos electos que en cualquier caso estaban dotados de escaso poder. En todos estos comicios, la fórmula electoral empleada fue la de escrutinio mayoritario con candidaturas uninominales distribuidas en circunscripciones pequeñas (Bustos).
Bumedián lleva a cabo reformas administrativas, institucionales y económicas, además de dar al FLN un papel primordial en el gobierno, ya que se considera que inspira la acción del Estado, define la política de la Nación y guía a las masas a realizar sus aspiraciones. El partido propone los candidatos a la Asamblea Nacional y tiene la capacidad de cesar a cualquier diputado. Por otro lado, es también el partido el que se encarga de proponer al presidente de la república. Todo ello queda reflejado en la redacción de la Carta Nacional, promulgada el 5 de julio de 1976, a la que seguiría unos meses más tarde, el 22 de noviembre, una nueva Constitución.

## El FLN y la mujer argelina
La situación de la mujer argelina se ha visto afectada por las evoluciones políticas y sociales. A principios de los años 60, gracias a la lucha y reivindicaciones de las mujeres argelinas su estatuto se liberalizó, accediendo al voto (entonces sólo tenían derecho a voto las mujeres francesas) y participación en la guerra de la independencia, donde buscaban libertad e igualdad.
Tras la independencia de Argelia, la actividad política de las mujeres cesó repentinamente en 1962 debido a que el Frente de Liberación Nacional (FLN) no llegó a cumplir la mayoría de las promesas emancipadoras que se hicieron a las mujeres, manteniéndolas analfabetas y dependientes.
En ésta etapa el analfabetismo femenino era muy elevado, menos del 14% eran alfabetizadas, frente al 38% de los hombres. Sólo el 37% de las argelinas de 6 a 15 años accedían a la escuela, frente al 57% de los chicos. Las razones principales eran que por la falta de recursos económicos las familias preferían escolarizar a los varones; si la escuela estaba alejada del domicilio las chicas no iban y las que iban se casaban muy jóvenes viéndose obligadas a abandonar los estudios.

## El FLN, un partido más
Tras la revuelta popular de octubre de 1988 duramente reprimidas y en las que participaron, fundamentalmente, jóvenes y adolescentes de varias ciudades sacando a la luz el deterioro del régimen[cita requerida], el presidente Benyedid otorgó una nueva constitución en 1989 que convirtió al FLN en un partido político más del país. Perdió el monopolio de la representación. Entre 1990 y 2007 Argelia experimentó un régimen de transición y luego otro autoritario pluripartidista sometido la mayor parte del tiempo a un conflicto armado.
Las diferencias y divisiones en las élites fueron afianzadas y no se llegaban a acuerdos fundamentales en torno a las reformas iniciadas en el 88, todos los cambios con un posible impacto duradero y beneficioso en el sistema político o económico fueron interpretados torticeramente por sus adversarios como un ataque contra ellos, al que debían hacer frente. Fue efectivamente la estrechez de miras, los intereses miopes y cortoplacistas de los clanes y la ausencia de todo entendimiento sobre lo esencial de la transición lo que dinamitó el cambio político en Argelia. Al no existir ningún acuerdo de mínimos ni voluntad para alcanzarlo, cualquier reforma importante que se adoptara se convertía automáticamente en arma arrojadiza que los clanes se lanzaban unos a otros, cuando no contra quienes la habían ideado .
Los resultados de las elecciones locales de 1990 y las movilizaciones que indujo la primera guerra del Golfo, aceleraron la caída del equipo de los reformadores y el plan de reforma económica, financiera y comercial. El impulso democratizador inicial convertido en simple inercia, por la salida de sus diseñadores, duró muy poco porque el proyecto electoral cayó en las manos de grupos de poder que luchaba cada uno por su supervivencia y que consideraban las elecciones como un medio o un estorbo para la misma y se inició una guerra civil de 10 años de duración para tomar el poder, hasta que en 1999 el FIS firmó una tregua que lo llevó a la disolución.

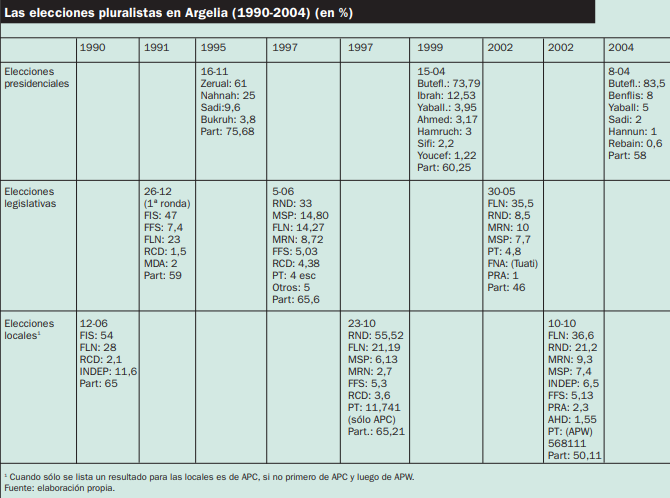

En el año 1999 se celebraron las elecciones en las que vencería Abdelaziz Buteflika, viejo ministro de Exteriores de Bumedian.  Su primer mandato fue desde 1999 hasta el año 2004, siendo relevante el hecho de que el partido recibiera un 34.3% de los sufragios en las elecciones legislativas de 2002, consiguiendo 199 escaños en el parlamento. Durante este mandato Buteflika recuperó cierto poder que había quedado en manos de los militares.
En 2004, Ali Benflis se presentó a las elecciones presidenciales como candidato del FLN. Sin embargo la victoria de Abdelaziz Bouteflika supuso una crisis en el seno del partido. En 2005 el Consejo Nacional del FLN nombró al jefe de Estado Abdelaziz Bouteflika presidente del partido y secretario general del FLN, afianzando su poder, lo que hizo posible que enmendase la constitución para poderse presentar indefinidamente a las elecciones presidenciales.
En 2007 volvió a presentarse a las elecciones bajo la dirección del actual jefe del Gobierno, Abdelaziz Beljadem, obteniendo 136 de los 389 escaños de la Asamblea Popular Nacional (APN), 63 menos que los logrados en los anteriores comicios de 2002. La escasa participación, de sólo 35,51 %, es considerada por los observadores como un claro rechazo por parte de la mayoría de los argelinos a estos comicios, los terceros en la historia de Argelia después de las elecciones celebradas en 1997 y 2002.